# 朱安汾
麗水恭順王朱安汾（1493年—1520年），明朝周藩唯一一代麗水王，周惠王朱同䥝的庶第二十五子。

## 生平
弘治六年（1493年）出生。弘治十四年（1501年）七月，獲賜名安汾。弘治十六年（1503年）十二月，封麗水王。
正德十五年（1520年）正月，朱安汾去世，享年二十八歲，諡號恭順。因朱安汾無子，麗水王的封爵被廢除。